# 李興鋭
李 興鋭（り こうえい、Lǐ Xǐngruì、1827年 - 1904年）、字は勉林。清末の官僚。
湖南省瀏陽出身。太平天国の乱が発生すると団練を組織し、曽国藩の幕下に入って安徽省の祁門に駐屯した。祁門の防衛に功績をあげ、知県・知府に昇進した。1865年には祁門での反乱を未然に防いでいる。
1868年、曽国藩が直隷総督に就任すると、それに従って直隷省の大名府知府となり、さらに道員に昇進した。1870年、曽国藩が両江総督に戻ると、その下で軍務を担当し、彭玉麟が長江水軍を創設するのを補佐した。曽国藩が死去した後は、李宗羲が両江総督に就任するが、李宗羲の信任も得、1874年に日本が台湾出兵を行った際は、沿岸部の視察を行い、砲台の修築を行った。1875年、上海機器製造局の総弁となり船舶や大砲の製造を行うなど洋務運動を推進した。
1889年、天津道となり、その後山東東海関道に異動となった。その後、長蘆塩運使、福建按察使、布政使を歴任し、1900年、江西巡撫に昇進した。当時江西省では教案が発生し、数十ヵ所の教会が破壊された。就任すると直ちに役人十数人を免職し、80万両の賠償金を支払うことで解決した。この頃、学校の整備や銀行の設立など十項目の新政を提言している。
その後広東巡撫となるが、在任中には洪全福による天地会の反乱を鎮圧している。1903年に閩浙総督となり、軍備の拡張や冗費の節減などの改革を行った。1904年、両江総督となったが在任中に死去した。勤恪の諡号が贈られた。